# Almohadi
Almohadi (arap. al-Muwahhidūn, propovjednik božjeg jedinstva)  – islamska sekta i maursko-španjolska dinastija koja je bila na čelu te sekte. Osnivač sekte je berber Abu Muhamed ibn Tumart (oko 1078. - oko 1130.). Pod vodstvom njegova učenika Abd al-Mumina (‘Abd al-Mu’min), osnivača dinastije, Almohadi su srušili vlast Almoravida u Africi, a za vladanja Abd al-Muminovih nasljednika i njihovu vlast u Španjolskoj. U bitci kod Alarcosa, u blizini Ciudad Reala, 18. na 19. srpnja 1195. godine pobijedili su vojsku Kraljevine Kastilje i tako usporili rekonkvistu. No, poslije kršćanske pobjede kod Las Navas de Tolosa, 16. srpnja 1212. godine, almohadi su sve više potiskivani s Pirenejskog poluotoka.
Do 1269. godine imali su najjaču islamsku državu na Sredozemlju dok ih nisu uništila plemena Marinida.